# عائلة منشه
«منَسَّى» أو «دي منَسَّى» أو «منَسَّه»، لكن النطق الشائع في مصر هو «منشه». ويُوجَد شارع في الإسكندرية يُسمَّى «شارع منشَّه». ومنَسَّه عائلة يهودية سفاردية جاءت إلى مصر من إسبانيا، ويعود أول ذكر لوجودها في مصر إلى القرن الثامن عشر. بدأ يعقوب دي منَسَّى (1807 ـ 1887) حياته صرَّافاً في حارة اليهود، وتدرَّج في عمله حتى أصبح صراف باشا للخديوي إسماعيل. ثم أسس بالتعاون مع يعقوب قطاوي مؤسسة مالية وتجارية (بيت منَسَّى وأولاده) أصبح لها أفرع في مانشستر وليفربول ولندن وباريس ومارسيليا وإستانبول، كما اشترك بالتعاون مع الخديوي إسماعيل في تأسيس البنك التركي المصري، وارتبط نشاطه بكثير من شركات ومشاريع عائلتي قطاوي وسوارس .
وفي عام 72/1873، مُنح يعقوب دي منَسَّى الحماية النمساوية، وفي عام 1875 مُنح لقب البارونية والجنسية النمساوية المجرية تقديراً للخدمات التي قدمها للتجارة النمساوية المجرية ـ المصرية. وترأَّس يعقوب دي منَسَّى الطائفة اليهودية في القاهرة عام 1869، ثم انتقل عام 1871 إلى الإسكندرية حيث أسَّس معبد منسى ومقابر منسى ومدارس منَسَّى، وترأَّس ابنه ديفيد ليفي دي منَسَّى (1830ـ 1885) رئاسة الطائفة في الإسكندرية وخلفه في رئاستها ابنه جاك (1850 ـ 1916) الذي احتفظ بها حتى اندلاع الحرب العالمية الأولى حينما اعتبرته السلطات البريطانية عدواً لأنه كان يحمل الجنسية النمساوية المجرية. وقد نقل جاك أعمال الأسرة من الأعمال المالية والمصرفية إلى تجارة القطن والسكر المربحة، واشترى مساحات واسعة من الأراضي في دلتا و صعيد مصر. ووصلـت ثروته عند وفاته إلى ما بين 300 و500 ألف جنيه مصري.
أما الشقيق الأصغر فليكس يهودا (1865 ـ 1943)، فدرس في فيينا وأسَّس فرع بيت منَسَّى في لندن وترأَّس الطائفة اليهودية في الإسكندرية في الفترة ما بين عامي 1926 و1933. وكان فليكس دي منَسَّى صديقاً لحاييم وايزمان، فأسَّس وترأَّس اللجنة المؤيدة لفلسطين عام 1918 كما مثَّل الحركة الصهيونية المصرية في لندن لدى المؤتمر الثاني عشر (1921).
أما ابنه جان قطاوي دي منَسَّى (1896 ـ؟ ) فقد اعتنق الكاثوليكية وانضم إلى الرهبان الدومينيكان وقام بالدعوة إلى المسيحية في الإسكندرية (وهذا نمط متكرر بين اليهود السفارد الذين كانوا يعيشون في الشرق العربي).